# Chiesa di Santa Maria della Consolazione (Altomonte)
La chiesa di Santa Maria della Consolazione è il duomo di Altomonte, centro abitato in provincia di Cosenza.

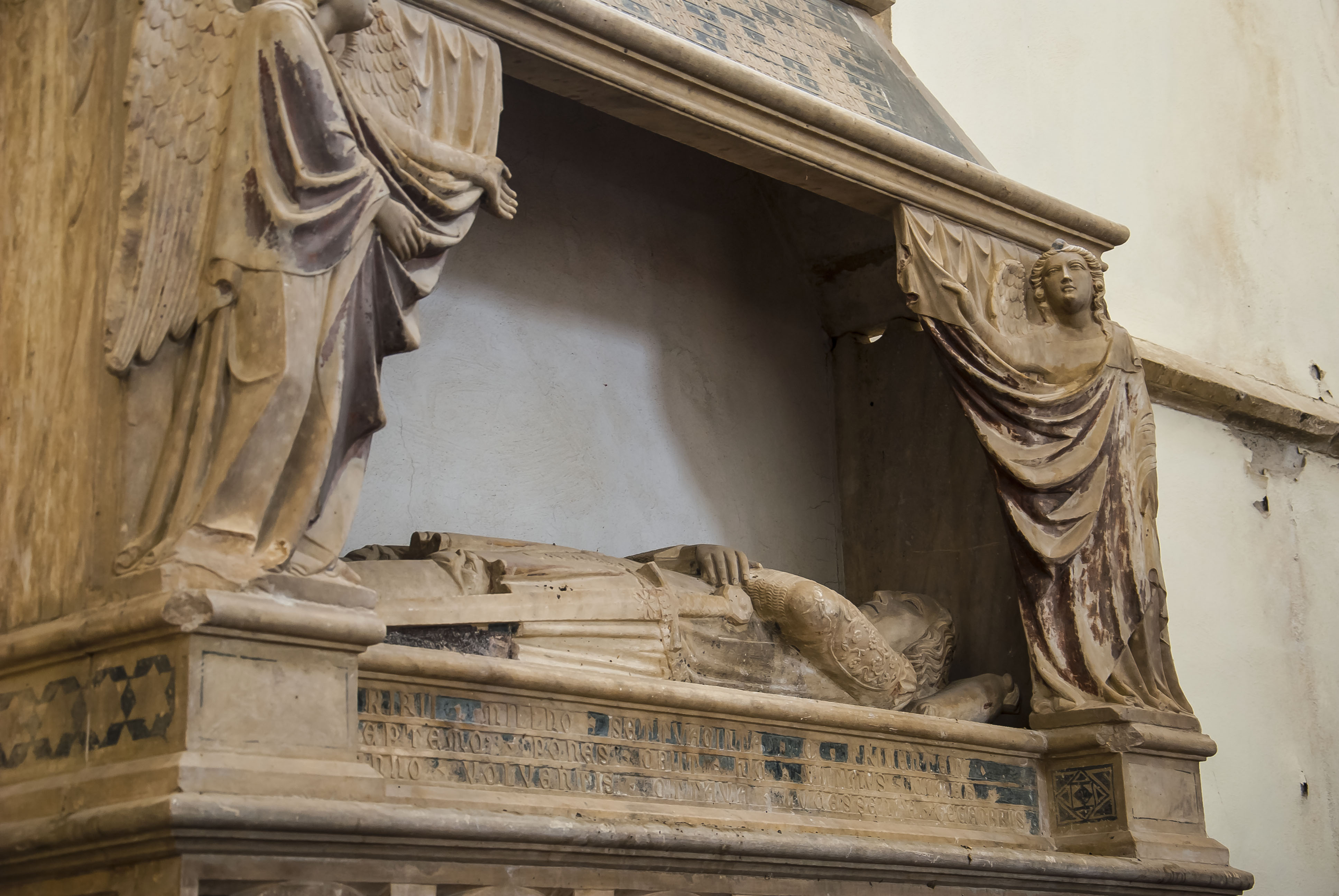
Scuola di Tino di Camaino, Tomba della famiglia Sangineto, XIV sec.

Coro ligneo (1480)

## Storia
La chiesa di Santa Maria della Consolazione è la massima architettura sacra gotico-angioina presente in Calabria, sorta su un precedente edificio normanno dedicato a Santa Maria de' Franchis (1070), riedificata con autorizzazione di Papa Clemente VI. Fu ingrandita da Filippo Sangineto, conte di Altomonte, intorno al 1340, nel medesimo anno in cui a Napoli venne inaugurata la basilica di Santa Chiara, imitandone la sensibilità artistica.
Altri ampliamenti vennero realizzati nel XV secolo dai Sanseverino e nel 1443, la chiesa passò ai Domenicani, che vi fondarono un monastero. Questo fiorì al punto da richiedere nel sec. XVI una nuova costruzione a due piani, dotata di chiostro. L'interno della chiesa, modificato tra il sec. XVI e l'inizio del XVIII con l'apertura di archi lungo i lati e la trasformazione dell'arco trionfale da ogivale a tutto sesto, è a una navata con cappelle laterali rimaneggiate nel '600 in forme barocche. I restauri hanno rivelato elementi originali del sec. XIV.

## Struttura

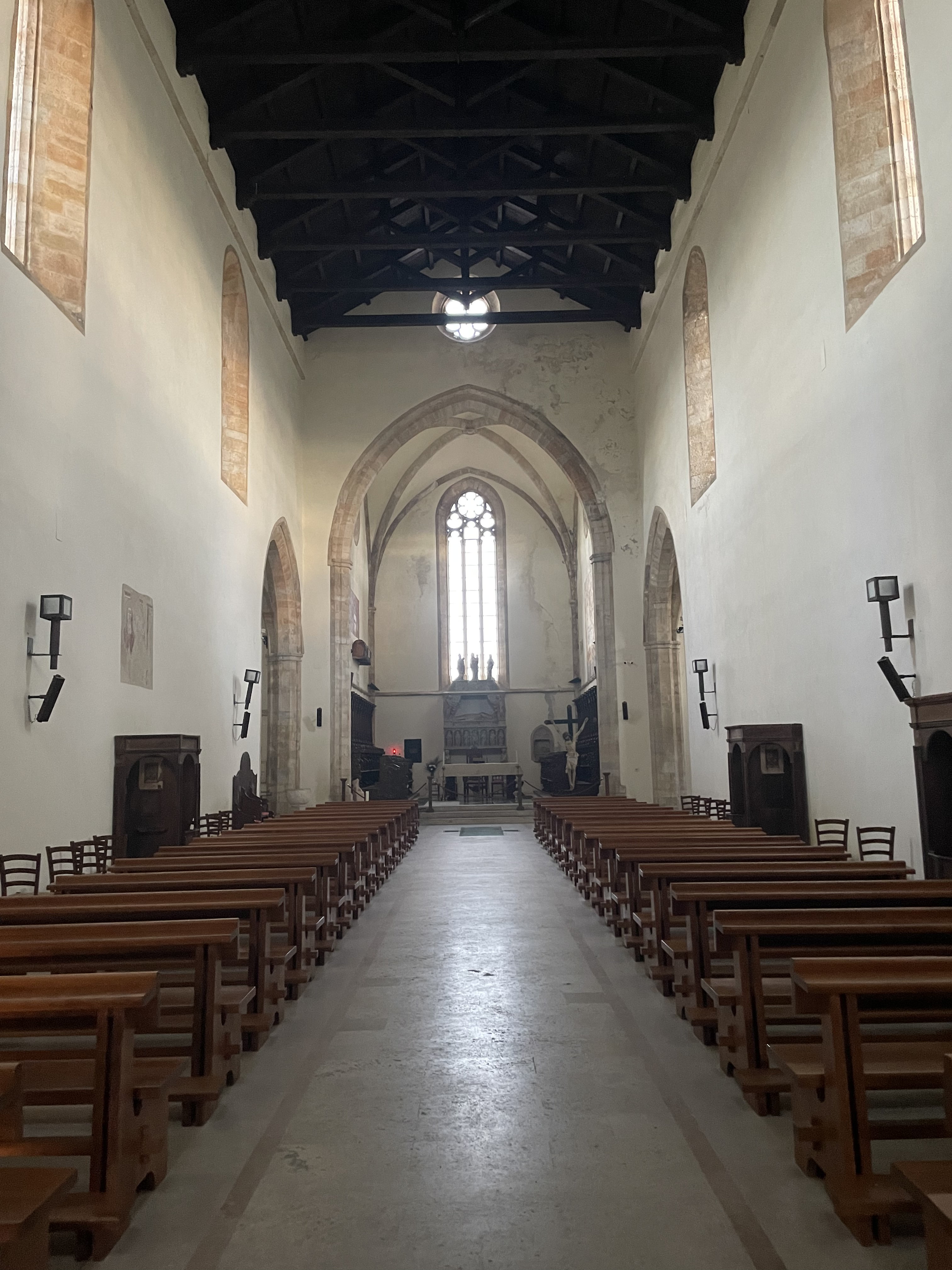
La navata.

La chiesa, formata da un'unica navata di considerevole lunghezza e con pianta a croce latina, presenta due cappelle laterali di fianco al coro.

### Esterno
La facciata ha conservato tutt'oggi le linee originarie. È fiancheggiata da due contrafforti e divisa in due zone da un cornicione orizzontale. È presente su di essa, una minuscola Madonna col Bambino, corrosa e posta al centro del timpano posta sotto lo stemma dei Sangineto e dei Sanseverino.
Il portale originario, conservato alla sinistra dell'entrata della chiesa in una piccola area museale, è un tipico esempio di gotico durazzesco del XV secolo. I battenti in legno della porta sono del 1580 e i ricchi intagli sono di artigianato artistico locale.
Il rosone, contemporaneo al portale, è composto da 16 colonnine che sorreggono archi trilobi iscritti in archi acuti con rosette negli interstizi. Il rosone attuale è un rifacimento recente; l'originale, molto deteriorato, è conservato in un locale attiguo alla chiesa. La massiccia torre campanaria, con un elegante finestra bifora, è opera di maestranze calabresi realizzato nella prima metà del XIV secolo.

### Interno
L'interno della chiesa è ad una navata con due cappelle laterali. A destra dell'ingresso è presente la cappella del Battistero, ora chiusa per restauro, che si apre con un arco acuto sormontato da architrave con decorazioni a stucco dei sec. XV-XVI; in una parete della cappella, lastra tombale con guerriero giacente, di ignoto napoletano del sec. XIV. Nell'abside rettangolare, lungo le pareti, elementi di coro ligneo del '600; al centro della parete di fondo, sepolcro di Filippo Sangineto, di ignoto napoletano seguace di Tino da Camaino, eretto tra il 1352 e il 1377. Vi sono raffigurate le tre virtù teologali che sorreggono il sarcofago: sul fronte e sui lati di esso, i Ss. Andrea, Maddalena, Pietro, Giorgio, Paolo, santo martire, Antonio abate, Ladislao d'Ungheria e Stefano; sul sarcofago è la figura giacente del defunto con due angeli reggicortine; sopra il timpano, statue della Madonna col Bambino tra S. Giovanni Battista e santo vescovo che presentano due devoti. A d. dell'altar maggiore, campana fusa da Cosma da Laurino (1336). A sinistra del presbiterio, nella cappella di S. Michele, altare in legno scolpito e dorato del 1718; nella nicchia, S. Michele arcangelo, statua lignea della stessa epoca; sul fastigio, stemma dei Sanseverino e sul paliotto, stemma dei Domenicani. Nel pavimento davanti all'altar maggiore, lastra tombale di Cobella Ruffo (1447), con figura femminile giacente e ai lati stemmi dei Ruffo-Sanseverino.